# Creu de terme de Sant Cugat del Vallès

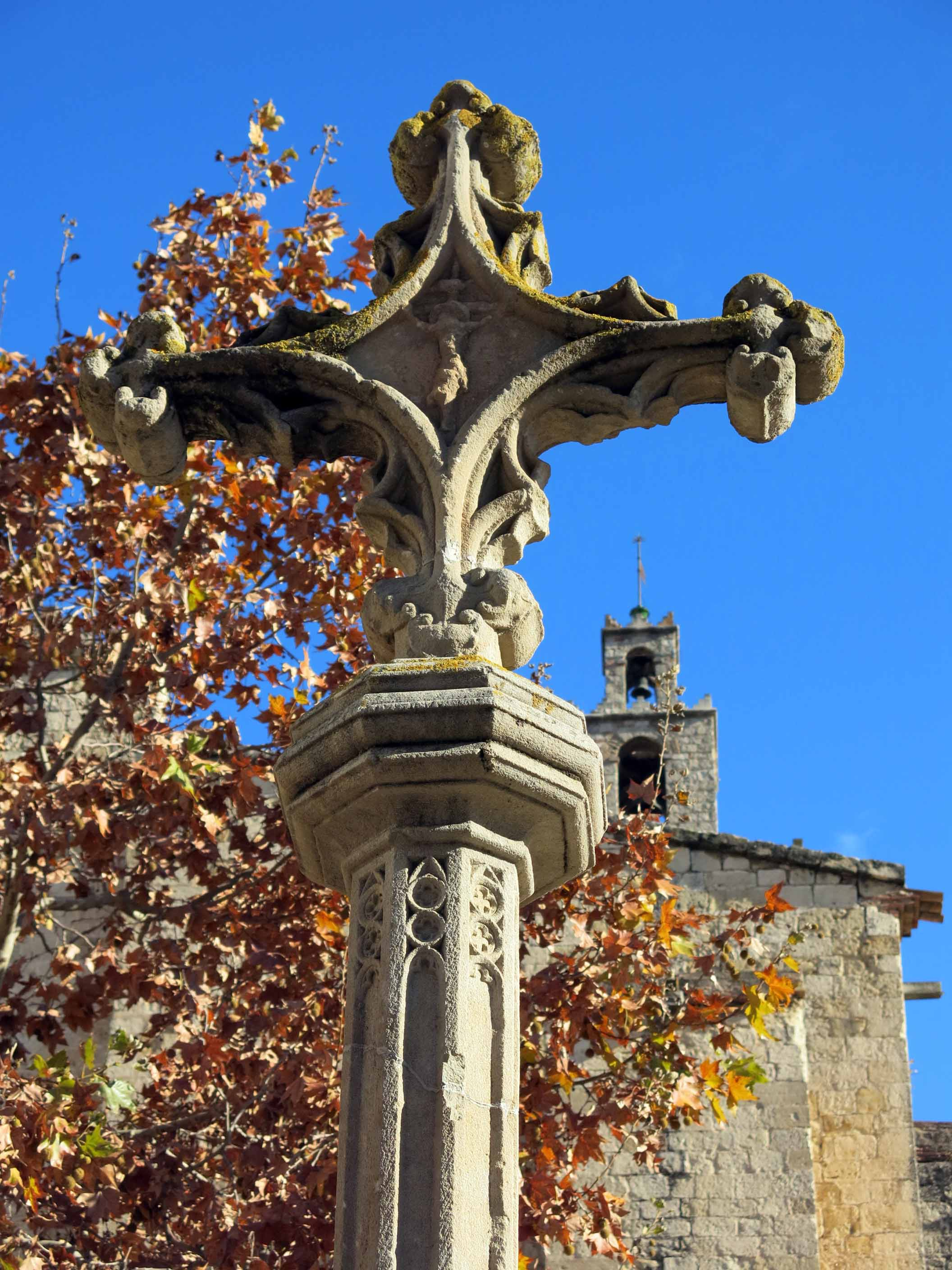
Detall de la creu

La creu de terme de Sant Cugat del Vallès, o creu del Camí dels Monjos, és una creu de terme situada al monestir de Sant Cugat, al municipi de Sant Cugat del Vallès (Vallès Occidental).

## Història
La creu es va col·locar al segle XV en una era de Can Mates, a l'encreuament dels camins de Terrassa, Rubí i Martorell, en un espai que avui en dia estaria proper a l’escola Joan Maragall. Durant segles va ser un referent en el paisatge que anunciava la proximitat a la vila i el Monestir de Sant Cugat. Durant la Guerra Civil, la creu va caure a terra i quedà allà abandonada. Als anys 1940, es realitza la primera restauració de la creu, es reforça l’estructura amb una ànima de plom i es decideix instal·lar-la dins del Monestir, just al costat de l'entrada a l'església.
El 18 de juny del 2021, una persona s'hi enfilà i la va fer caure provocant-li nombroses destrosses. El Centre de Restauració de Béns Mobles de Catalunya, ubicat a Valldoreix, la va restaurar durant 3 anys i en va fer una còpia que es col·locà al mateix emplaçament anterior, al passeig de l'Hort de l'Abat, sobre el fust original, resguardant la creu original al claustre, dins del Museu del Monestir.

## Descripció
És una creu de pedra, d'estil gòtic flamíger, de perfil flordelisat que mostra a l'anvers el Crist crucificat i al revers la Mare de Déu amb el Nen. La creu pròpiament dita mesura 1,3 metres d'alçada i d'amplada, i el conjunt escultòric mesura 4 metres d'alçada.